# KinoKlub
KinoKlub je hrvatski pop-punk sastav iz Zagreba.

## O sastavu
Sastav su 2007. godine pod imenom Ajmo klinci osnovali pjevač Luka Tomaš i bubnjar Dinko Sinovčić, a ubrzo su im se pridružili gitarist Damjan Spajić i basist Tomislav Šušak. Svi članovi sviraju ili su svirali u nekoliko drugih zagrebačkih sastava (Ramirez, Plan B, Gardens of Hiroshima, Skaut). Prva pjesma koju su snimili bila je "Prvi semestar", a nakon toga snimaju spot za pjesmu "Za nju" koja je ubrzo postala veoma popularna na YouTubeu. Njihov prvi studijski album Ajmo klinci objavljen je 2010. godine pod izdavačkom kućom Aquarius Records. Također su snimili spotove za pjesme "Vrati se u Zagreb" te "Nije bed, imamo 20 minuta pješke". Godine 2011. osvojili su diskografsku nagradu Porin za najboljeg novog izvođača, te je njihova pjesma "Za nju" bila nominirana za hit godine. Svirali su na mnogo koncerata diljem Hrvatske, a ove godine će biti prvi put nastupiti na poznatom festivalu EXIT u Novom Sadu.
U veljači 2016. godine Kinoklub je na svojim službenim Facebook stranicama objavio da zajednički više neće svirati, što je službeno označilo raspad sastava.  

## Članovi sastava
Sadašnja postava
- Luka Tomaš - vokal
- Damjan Spajić - gitara, prateći vokal
- Tomislav Šušak - bas-gitara, prateći vokal
- Dinko Sinovčić - bubnjevi

## Diskografija
Studijski albumi
- Ajmo klinci (2010)
- Henganje EP (2014)

## Vanjske poveznice
- Službena Myspace stranica